# Каратигін Василь Андрійович
Василь Андрійович Каратигін (26 лютого (10 березня) 1802 року — 13 (25) березня 1853 року ) — російський актор-трагік.

## Біографія
Народився 26 лютого (10 березня) 1802 року в Санкт-Петербурзі в сім'ї Андрія Васильовича та Олександри Дмитрівни Каратигіних.
Дебютував в 1820 році в петербурзькому Великому театрі в ролі Фінгала (однойменна трагедія В. А. Озерова). Був знайомий з Олександром Пушкіним, Олександром Грибоєдовим, Кіндратієм Рилєєвим, Вільгемом Кюхельбекером.
В 1827 році його жінкою стала актриса та партнерка по сцені Олександра Михайлівна Колосова.
В 1820-і роки виявились характерні риси його акторського стилю — героїзм, монументальна парадніст, наспівна декламація, живописність, скульптурність поз. З моменту відкриття петербурзького Александринського театру (1832) Каратигін — провідний трагік цього театру.
Він першим зіграв роль Чацького («Лихо з розуму» О. С. Грибоєдова) 26 січня 1831-го року в Александринському театрі.
Василь Андрійович помер 13 (25) березня 1853 року в Санкт-Петербурзі. Був похоронений на Смоленському православному кладовищі. В 1930-х роках був перепохований на Тихвинському кладовищі.

### Народжений для трагедії
Василя Андрійовича Каратигіна родина бачила чиновником департаменту зовнішньої торгівлі. Але «чиновник», якому не виповнилось і шістнадцяти, із захватом грав у домашніх спектаклях, що ставились в домі батьків, які були відомими петербурзькими акторами. Василя помітив О. О. Шаховський, видатний театральний діяч тих років. Він виявив бажання «образовать юношу актёром». Потім Каратигін навчався у Павла Катеніна, який був поетом та перекладачем, знався з декабристами. 3 травня 1820 року Василь Каратигін вперше вийшов на сцену. Він зіграв роль Фінгала в однойменній трагедії В. А. Озерова. Перші в своєму житті оплески він сприйняв, як аванс на майбутнє. Він з дитинства знав, що за щастя завойовувати серця потрібно відплачувати важкою щоденною працею. Каратигін став режисером власних ролей, працював над костюмом як професійний художник. Не випадково писав Грибоєдов, що «заради одного Каратигіна порядні люди відвідують російський театр». На «Гамлеті» з участю Каратигіна ридав О. І. Герцен. О. С. Пушкін подарував актору для бенефісу свого «Скупого лицаря». Але з появою ідеї «натуральної школи» Каратигін починає втрачати популярність. Народжений для трагедії і романтичної драми, він почав здаватися занадто радикальним у всьому. Все ж для людей декабристського покоління він залишився в пам'яті як живе втілення театру тих років. В 1834 році Кюхельбекер в листі з Свеаборгської фортеці питав своїх племінниць: «Чи буваєте ви іноді в театрі? Чи є нагода на зборах вслухатися в обговорення щодо акторів? Окрім Каратигіна, який набрався досвіду та знань ще при мені, — чи є в російській трупі який-небудь хороший талант?».

### Літературна діяльність
В. А. Каратигін (як його рідний молодший брат П. О. Каратигін) є автором редагувань та перекладів багатьох відомих французьких водевілей та інших драматичних п'єс, що йшли на сценах імператорських театрів в ХІХ столітті. Він переклав чи в значній мірі переробив для російської сцени наступні п'єси:
- «Цигани». Драматична виставав, взята з поеми Пушкіна
- «Les memoires d'un colonel de hussards»
- «Adolphe et Clara, ou Les deux prisonniers»
- «La mere et la fille»
- «Antony»
- «Isaure»
- «Graf Essex»
- «Minuit, ou La veille du jour de l'an»
- «Mirandolina»
- «Defiance et malice, ou Le prete rendu»
- «Marie, ou Les trois epoques»
- «Tout ou rien»
- «Kean, ou Desordre et genie»
- «Der Glockner von Notre-Dame»
- «King Lear»
- «Coriolanus»
- «Elle est folle»
- «Die Braut von Messina»
- «Le monoman»
- «La nonne sanglante»
- «Discretion»
- «Diegarias»
- «La dame de St. Tropez»
- «Les burgraves»
- «Une vision de Tasse»
- «Кастильска честь»